# Фурмінт

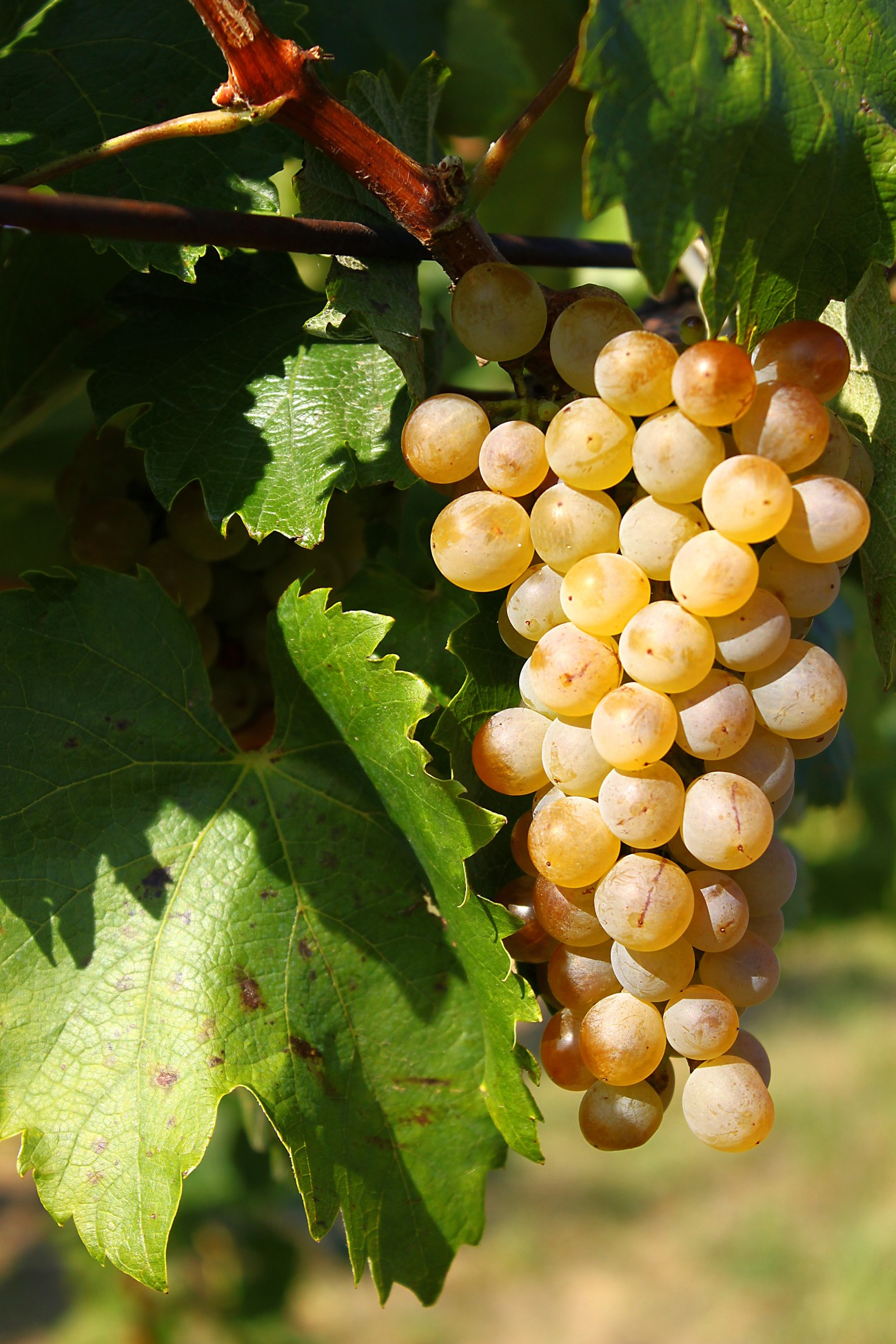

Фурмінт — сорт винограду, що використовується для виготовлення білих вин.

## Географія
Належить до еколого-географічної групи сортів винограду басейну Чорного моря. Вирощують в Італії, Угорщині, Румунії, Сербії та Україні (Закарпаття, Шато Чизай)

## Основні характеристики
Сила росту лози середня. Лист середній або великий, клиноподібний, п'ятилопатевий, рідше трилопатевий. Нижня поверхня листа покрита опушенням. Гроно середнє, циліндричне. Ягоди середньої величини, округлі, мають жовтувато-зелену шкірку. Врожайність цього сорту винограду сильно залежить від умов (схильний до обпадання зав'язей і ягід). Належить до сортів пізнього періоду дозрівання. Сорт нестійкий до багатьох захворювань (оїдіум, бактеріальний рак, сіра гниль) і шкідників (філоксера, гронова листовійка).
Згідно з проведеним аналізом ДНК цей сорт результат схрещування Gouais Blanc (Heunisch Weiss) і невідомого угорського сорту.

## Застосування
Сорт є основою для створення вин: десертних вин токайського типу.

## Синоніми
У зв'язку з широким розповсюдженням носить також такі назви: Токайський, Граса де Кртнар, Токай великий, Пома Граса, Фурмінт золотий, Сіпон, Мослер та ін.